# Catterino Cavos
Catterino Cavos (ur. 30 października 1775 w Wenecji, zm. 28 kwietnia?/10 maja 1840 w Petersburgu) – włoski kompozytor i dyrygent, działający przez większą część życia w Rosji.

## Życiorys
Kształcił się w Wenecji u Francesco Bianchiego. Początkowo dyrygował w Teatro La Fenice w Wenecji, którego jego ojciec Alberto był dyrektorem. Tam też w 1798 roku wystawił swoją kantatę L’Eroe. Na przełomie 1798 i 1799 roku wraz z włoską trupą operową wyjechał do Petersburga, gdzie podjął działalność jako dyrygent carskich teatrów i kompozytor. Z Petersburgiem związany był do końca życia, w 1803 roku otrzymał posadę kierownika teatru włoskiego, w 1806 roku dyrygenta opery rosyjskiej, w 1822 roku inspektora orkiestr nadwornych, a w 1832 roku dyrektora muzycznego teatrów carskich.
Swoją działalnością przyczynił się do rozwoju opery w Rosji, wprowadził na rosyjskie sceny m.in. Wolnego strzelca Carla Marii von Webera, Fra Daviolo Daniela Aubera, Roberta Diabła Giacomo Meyerbeera i Zampę Ferdinanda Hérolda. W swojej własnej twórczości wykorzystywał motywy oparte na rosyjskich melodiach ludowych, także tematyka librett jego oper nawiązuje do rosyjskich baśni i legend. 
Był m.in. autorem oper Niewidzialny kniaź (Князь-невидимка, wyst. 1805), Ilja Bohater (Илья-Богатырь, wyst. 1807), Kozak-wierszopis (Козак-стихотворец, wyst.1812), Iwan Susanin (Иван Сусанин, wyst. 1815), Dobrynia Nikitycz (Добрыня Никитич, wyst. 1818) i Car Ptak (Царь-Птица, wyst. 1823). Największe znaczenie ma opera Iwan Susanin, oparta na życiu rosyjskiego bohatera narodowego o tym imieniu. Stała się ona inspiracją dla powstałej później opery Michaiła Glinki Życie za cara, której prawykonaniem Cavos dyrygował.
Żonaty był ze śpiewaczką Camillą Baglioni, z którą miał synów Alberta (1801–1863) i Giovanniego (1805–1861).